# On a Clear Day You Can See Forever (саундтрек)
On a Clear Day You Can See Forever — саундтрек в исполнении Барбры Стрейзанд и Ива Монтана к одноимённому музыкальному фильму 1970 года. Альбом был выпущен летом 1970 года на лейбле Columbia Records. Пластинка имела некоторый успех в США, продержавшись в чарте Billboard Top LPs в общей сложности 24 недели. Продюсером саундтрека выступил Уолтер Голд, а аранжировщиком и дирижёром — Нельсон Риддл.

## Об альбоме
На пластинке доступны записи всех песен, прозвучавших в фильме. Однако, не все отснятые номера попали в финальную версию мюзикла. Первой вырезанной песней стала «Wait Till We’re 65», которую исполняли герои Стрейзанд и Ларри Блайдена. Номер был поставлен известным хореографом Говардом Джеффрисом. Другим изменением стала песня «He Isn’t You» Стрейзанд, второй куплет которой — «She Isn’t You» в исполнении Монтана, был вырезан как из фильма, так и из саундтрека. Также была вырезана сцена с песней «Who Is There Among Us Who Knows» в исполнении Джека Николсона. По сценарию, в фильме должна была также прозвучать песня «E.S.P.» в исполнении Стрейзанд, но она была вырезана ещё до начала съёмок.
Альбом был впервые издан на компакт-диске в 1989 году, а в октябре 1993 года был ремастерирован и переиздан как часть релиза Columbia Records 11 Essential Barbra Streisand Releases. Альтернативная версия саундтрека получила распространение в 1970-х и выпускалась под лейблом Chappell Music. В данную версию были включены вырезанные из фильма песни — «Wait Till We’re 65», «She Isn’t You» и «Who Is There Among Us Who Knows», а другие песни имели отличные от оригинального релиза аранжировки и вокальные партии. Ещё одна версия, под названием Selections from the Paramount Picture On a Clear Day You Can See Forever, издавалась на лейбле Arise Records и включала только песни, исполненные Барброй.

## Чарты
В альбомном хит-параде США Billboard Top LPs пластинка дебютировала 25 июля 1970 года на 192-м месте. А 5 сентября того же года альбом достиг своего пика — № 108. On a Clear Day You Can See Forever провёл в рейтинге 6 месяцев, но не удостоился сертификаций RIAA.
В рамках промокампании с альбома как промосингл была выпущена титульная песня «On a Clear Day (You Can See Forever)» в июле 1970 года. Сингловая версия отличалась от альбомной и была аранжирована давним другом Стрейзанд, Питером Матцем. Эта версия была записана в марте 1970 года, наряду с сингловыми версиями «What Did I Have What I Don’t Have» и «He Isn’t You», которые также аранжировал Матц. Однако, эти две версии остаются неизданными до сих пор. Барбра впервые исполнила «On a Clear Day» в июле 1969 года во время серии концертов, проходящих в Лас-Вегасе. Она также рассказала аудитории о сюжете фильма и исполнила другие песни с мюзикла — «Hurry, It’s Lovely Up Here», «He Isn’t You» и «What Did I Have What I Don’t Have».

## Список композиций
| №  | Название                                            | Автор(ы)                               | Исполнитель      | Длительность |
| -- | --------------------------------------------------- | -------------------------------------- | ---------------- | ------------ |
| 1. | «Hurry! It’s Lovely Up Here»                        | Бертон Лэйн, Алан Джей Лернер          | Барбра Стрейзанд | 2:56         |
| 2. | «On a Clear Day (You Can See Forever)» (Main Theme) | Лэйн, Лернер                           | оркестр и хор    | 2:28         |
| 3. | «Love with All the Trimmings»                       | Лэйн, Лернер                           | Барбра Стрейзанд | 2:50         |
| 4. | «Melinda»                                           | Луис Бонфа, Лэйн, Лернер, Мария Толедо | Ив Монтан        | 2:18         |
| 5. | «Go to Sleep»                                       | Лэйн, Лернер                           | Барбра Стрейзанд | 3:01         |

| №                   | Название                                         | Автор(ы)            | Исполнитель         | Длительность |
| ------------------- | ------------------------------------------------ | ------------------- | ------------------- | ------------ |
| 1.                  | «He Isn’t You»                                   | Лэйн, Лернер        | Барбра Стрейзанд    | 2:14         |
| 2.                  | «What Did I Have That I Don’t Have?»             | Лэйн, Лернер        | Барбра Стрейзанд    | 5:58         |
| 3.                  | «Come Back to Me»                                | Лэйн, Лернер        | Ив Монтан           | 4:25         |
| 4.                  | «On a Clear Day (You Can See Forever)»           | Лэйн, Лернер        | Ив Монтан           | 2:51         |
| 5.                  | «On a Clear Day (You Can See Forever)» (Reprise) | Лэйн, Лернер        | Барбра Стрейзанд    | 2:11         |
| Общая длительность: | Общая длительность:                              | Общая длительность: | Общая длительность: | 31:12        |

## Участники записи

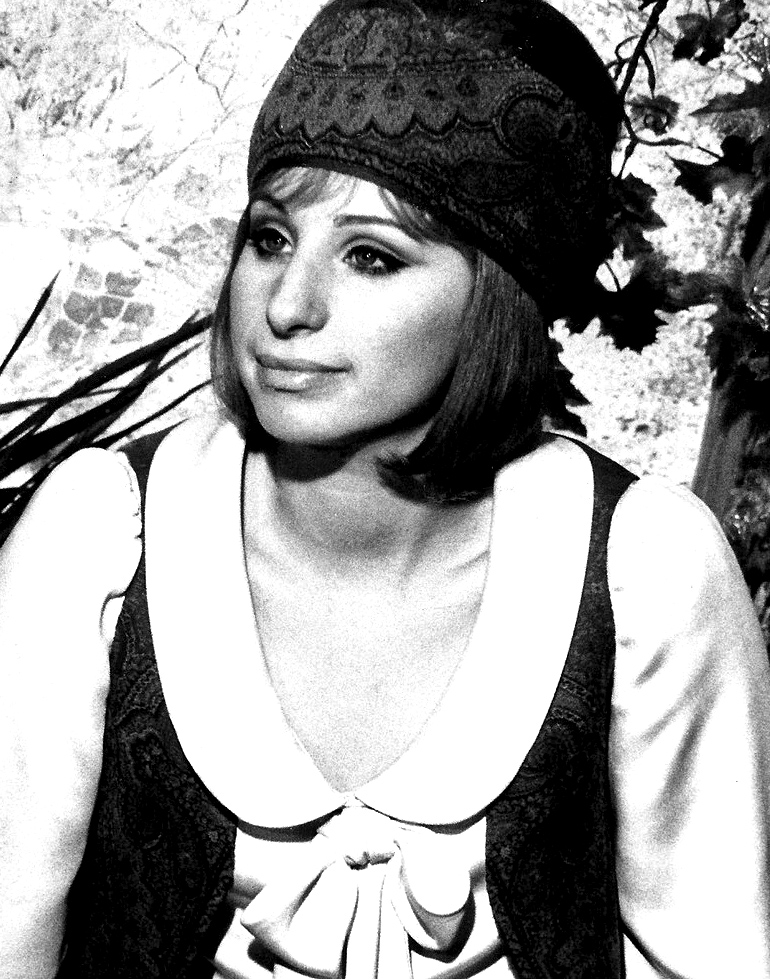
Барбра Стрейзанд в образе Дейзи Гэмбл в фильме «В ясный день увидишь вечность».

Данные приведены по конверту пластинки оригинального американского издания 1970 года
- Барбра Стрейзанд — вокал
- Ив Монтан — вокал
- Уолтер Голд[англ.] — продюсер
- Говард Винчел Кох[англ.] — продюсер
- Дон Миен — звукорежиссёр
- Нельсон Риддл — аранжировщик, дирижёр
- Чарльз Бёрр — аннотации

## Позиции в хит-парадах
Еженедельные чарты:
| Хит-парад (1970—1971)    | Высшая позиция | Пребывание в чарте |
| ------------------------ | -------------- | ------------------ |
| США (Billboard Top LP’s) | 108            | 24 недели          |